# Ailuronyx tachyscopaeus
Ailuronyx tachyscopaeus е вид влечуго от семейство Геконови (Gekkonidae). Видът е почти застрашен от изчезване.

## Разпространение
Разпространен е в Сейшели.

## Описание
Популацията на вида е стабилна.